# Bolesław Piechowski
Bolesław Piechowski (* 10. Dezember 1885 in Ossoweg, Kreis Preußisch Stargard; † 12. August 1942 in Hartheim bei Linz) war ein polnischer römisch-katholischer Geistlicher und Opfer der Verfolgung durch die Nationalsozialisten.

## Leben
Bolesław Piechowski entstammte einer alten kaschubischen Familie. Von 1898 bis 1906 besuchte er das Collegium Marianum in Pelplin und das Gymnasium in Schwetz, wo er 1906 die Reifeprüfung ablegte. Er studierte Theologie und Philosophie am Priesterseminar in Pelplin und erhielt dort am 9. März 1913 die Priesterweihe. Er versah zunächst Vikariatsstellen an verschiedenen Orten und war von 1926 bis 1939 Pfarrer an der Dreifaltigkeitskirche in Lubiszewo. 
Nach dem Ausbruch des Zweiten Weltkriegs wurde Piechowski am 10. September 1939 von den deutschen Besatzern verhaftet und im Rahmen der „Intelligenzaktion“ in Dirschau und im Zivilgefangenenlager Neufahrwasser bei Danzig inhaftiert. Anschließend wurde er zur Zwangsarbeit in der Landwirtschaft eingesetzt und war dann KZ-Häftling in Stutthof (ab Januar 1940), in Sachsenhausen (ab April 1940) und in Dachau (ab Dezember 1940, mit der Häftlingsnummer 22747). Aus dem Pfarrerblock in Dachau wurde er, völlig abgemagert, mit einem sogenannten „Invalidentransport“ in die Tötungsanstalt Hartheim verbracht, wo er am 12. August 1942 in der Gaskammer ermordet wurde. Zum Gedenken an seinen Tod errichtete der Bildhauer Ignacy Zelek (1894–1961) auf dem Gelände der Kirche in Lubiszewo ein Mahnmal in Form eines Kreuzes.